# XPeng
XPeng Motors (Chinês simplificado: 小鹏汽车; Pinyin: Xiǎopéng Qìchē), pronunciado "Shiao-peng", é uma fabricante chinesa de veículos elétricos (EVs) conhecida por sua abordagem centrada em tecnologia, especialmente em inteligência artificial (IA) e condução autônoma. Fundada em 2014 por He Xiaopeng, Xia Heng e He Tao em Guangzhou, Guangdong, a XPeng se destaca como uma das líderes em "mobilidade inteligente", integrando EVs, sistemas avançados de assistência ao motorista (ADAS) e até carros voadores por meio de sua subsidiária XPeng AeroHT. A empresa é listada na Bolsa de Valores de Nova York (NYSE: XPEV) e na Bolsa de Hong Kong (HKEX: 9868).
A XPeng entregou 94.008 veículos no primeiro trimestre de 2025, um aumento de 331% em relação ao ano anterior, superando rivais como NIO e desafiando a Tesla no mercado chinês. Sua visão vai além dos EVs tradicionais, com investimentos em robôs humanoides e veículos elétricos de decolagem e pouso vertical (eVTOL), posicionando-a como uma pioneira em mobilidade do futuro.

## História

### Fundação e Primeiros Passos (2014-2018)
A XPeng foi fundada em 2014 por He Xiaopeng (ex-Alibaba), Xia Heng e He Tao (ex-GAC Group), com foco em EVs inteligentes. Inicialmente financiada por investidores como Alibaba, Xiaomi e Foxconn, a empresa lançou seu primeiro modelo, o SUV G3, em 2018, apresentado no CES em Las Vegas. O G3 marcou a entrada da XPeng no mercado com um preço acessível e tecnologia básica de assistência ao motorista.[carece de fontes?]

### Crescimento e Tecnologia (2019-2023)
Em 2019, a XPeng lançou o sedã P7, um concorrente direto do Tesla Model 3, com alcance de até 706 km (NEDC) e o sistema XPILOT 3.0 de condução autônoma. Em 2020, a empresa abriu capital na NYSE, levantando US$ 1,5 bilhão. Em 2023, a Volkswagen adquiriu 4,99% da XPeng por US$ 700 milhões, iniciando uma parceria para desenvolver dois modelos elétricos para a China, com produção prevista para 2026.

### Era da IA e Mobilidade Avançada (2024-2025)
Em 2024, a XPeng lançou o P7+, apelidado de "primeiro carro de IA do mundo", abandonando LiDAR em favor de câmeras de visão pura, similar à Tesla. No mesmo ano, apresentou o robô humanoide "Iron" e avançou com o XPeng AeroHT, planejando produção em massa de eVTOLs para 2026. Em março de 2025, entregas recordes de 33.205 veículos em um único mês consolidaram sua posição no mercado.

## Tecnologia e Inovação
A XPeng é líder em IA e mobilidade:
XPILOT/XNGP: Sistema ADAS com navegação guiada (XNGP), usando LiDAR, radar e câmeras (86% de penetração de usuários em 2025).
XOS Tianji: Sistema operacional de IA no carro, lançado em 2024, com atualizações OTA mensais.
Arquitetura 800V: Carregamento ultrarrápido (10-80% em 12 minutos no G6 2025).
eVTOL: XPeng AeroHT desenvolve o "Land Aircraft Carrier", um combo de van 6x6 e drone, com alcance de 1.000 km.
Robôs: "Iron", lançado em 2024, compartilha tecnologia com os EVs da XPeng.

## Produtos

### Veículos atuais
| Imagem | Nome     | Período de produção | Geração  | Observações           |
| Sedan  | Sedan    | Sedan               | Sedan    | Sedan                 |
| ------ | -------- | ------------------- | -------- | --------------------- |
|        | Mona M03 | 2024–               | Primeiro | Sedã compacto         |
|        | P7       | 2019–               | Primeiro | Sedã médio            |
|        | P7+      | 2024–               | Primeiro | Sedã grande           |
| SUV    |          |                     |          |                       |
|        | G6       | 2023–               | Primeiro | SUV de médio porte    |
|        | G7       | 2025–               | Primeiro | SUV cupê médio        |
|        | G9       | 2021–               | Primeiro | SUV de grande porte   |
| MPV    |          |                     |          |                       |
|        | X9       | 2023–               | Primeiro | MPV de tamanho normal |

### Upcoming vehicles
| Codinome | Nome     | Lançamento esperado  | Geração  | Observações                              |
| -------- | -------- | -------------------- | -------- | ---------------------------------------- |
| E29/39   | XPeng P7 | T3 2025              | Segundo  | Possível P7 Ultra, 2 portas              |
| F61/62   | XPeng G5 | 2025                 | Primeiro | SUV compacto                             |
| G03      | Mona ?   | 2025                 | Primeiro | Mona SUV de médio porte                  |
| H01      | Xpeng ?  | 4º trimestre de 2025 | Primeiro | Extra-large SUV                          |
| G01      | Xpeng ?  | 4º trimestre de 2025 | Primeiro | Versão H01 EREV                          |
| E01      | XPeng G9 | 2026                 | Segunda  | G9 de 2ª geração                         |
| X3       | XPeng ?  | 2026                 | Primeiro | Veículo utilitário esportivo extragrande |

### Veículos descontinuados
| Imagem | Nome  | Período de Produção | Geração  | Observações   |
| Sedan  | Sedan | Sedan               | Sedan    | Sedan         |
| ------ | ----- | ------------------- | -------- | ------------- |
|        | P5    | 2021–2024           | Primeiro | Sedã compacto |
| SUV    |       |                     |          |               |
|        | G3    | 2018–2023           | Primeiro | SUV compacto  |

## No Brasil
Até abril de 2025, a XPeng não opera oficialmente no Brasil. Contudo, sua expansão global (Europa, Austrália, Emirados Árabes) e o sucesso de marcas chinesas como BYD sugerem um possível interesse futuro, especialmente com modelos como o G6 ou P7+, alinhados à crescente demanda por EVs no país.

## Impacto Global
A XPeng está em mais de 20 mercados, incluindo Noruega (desde 2020), Alemanha, França e Reino Unido (2024). Em 2025, planeja atingir 60 mercados, com 50% das vendas fora da China. Sua parceria com a Volkswagen e o foco em IA a posicionam como rival da Tesla e NIO.

## Curiosidades
Carro Voador: O X2 completou um voo público em Dubai (2022), precursor do "Land Aircraft Carrier".
Escândalos: Em 2019, a Tesla processou um ex-funcionário por roubo de código do Autopilot, alegando uso pela XPeng (sem provas conclusivas).
He Xiaopeng: Apelidado de "Elon Musk chinês", ele prevê que EVs superarão carros a combustão na China até 2030.